# Lamport Stadium
Het Lamport Stadium is een multifunctioneel stadion in Toronto, een stad in Canada. Het werd ook Allan A. Lamport Stadium genoemd. Het stadion is vernoemd naar Allan Lamport (1903-1999), die tussen 1952 en 1954 burgemeester van Toronto was. In het stadion is plaats voor 9.600 toeschouwers. 
De bouw van het stadion begon in 1974 en eindigde in 1975. Het stadion werd geopend op 1 juli 1975. Tussen 2007 en 2008 kwam er niet (kunst)grasveld te liggen. Het grasveld is 110 bij 75 meter.
Het stadion wordt vooral gebruikt voor rugby- en voetbalwedstrijden. Er zijn verschillende clubs die gebruikt maakten van het stadion. Waaronder de rugbyclub Toronto Arrows maakt gebruik van dit stadion. Ook het nationale rugbyteam van Canada speelt wel eens hier. 

## Afbeeldingen

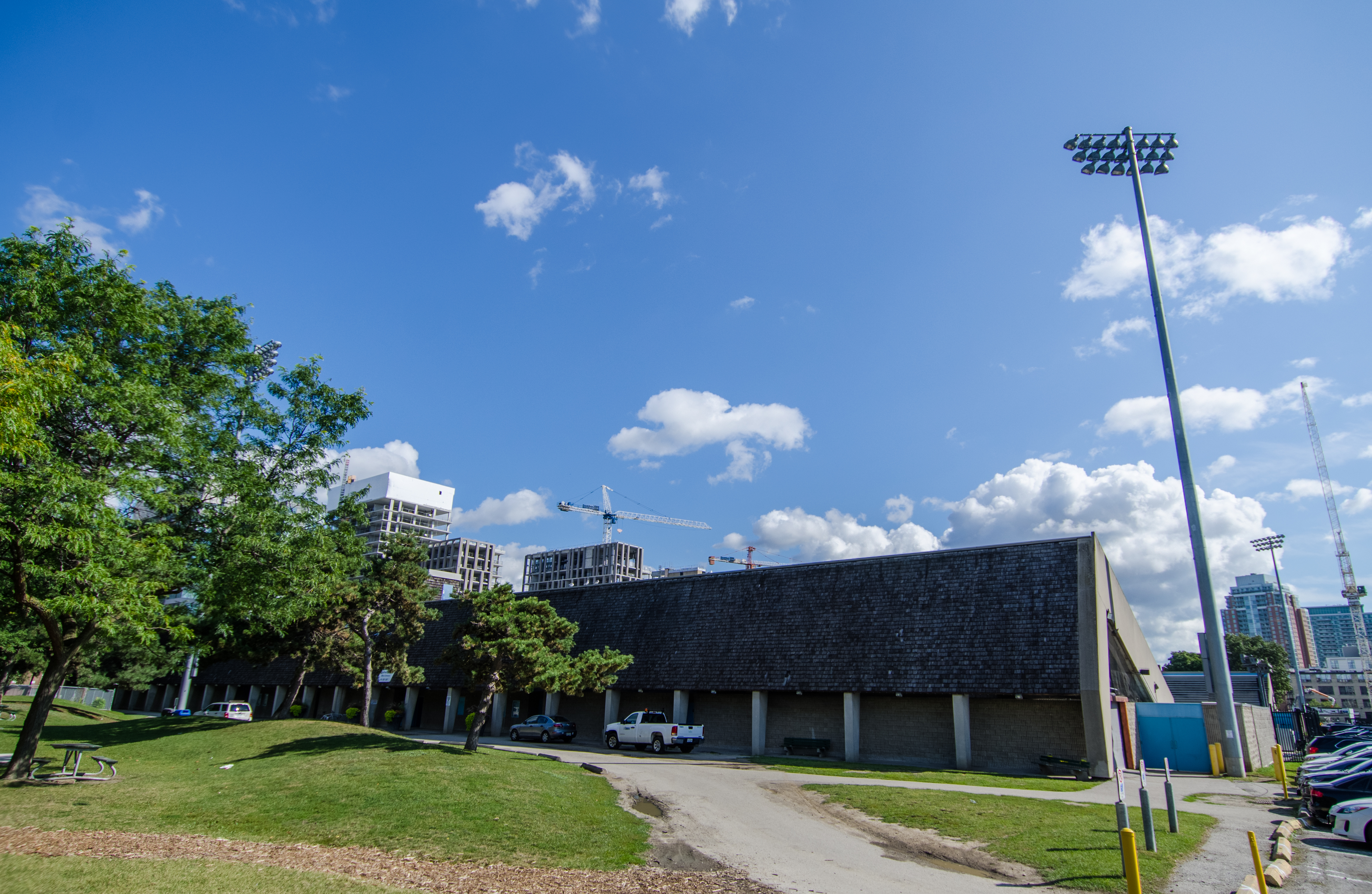
Foto van de buitenkant van het stadion in september 2007.
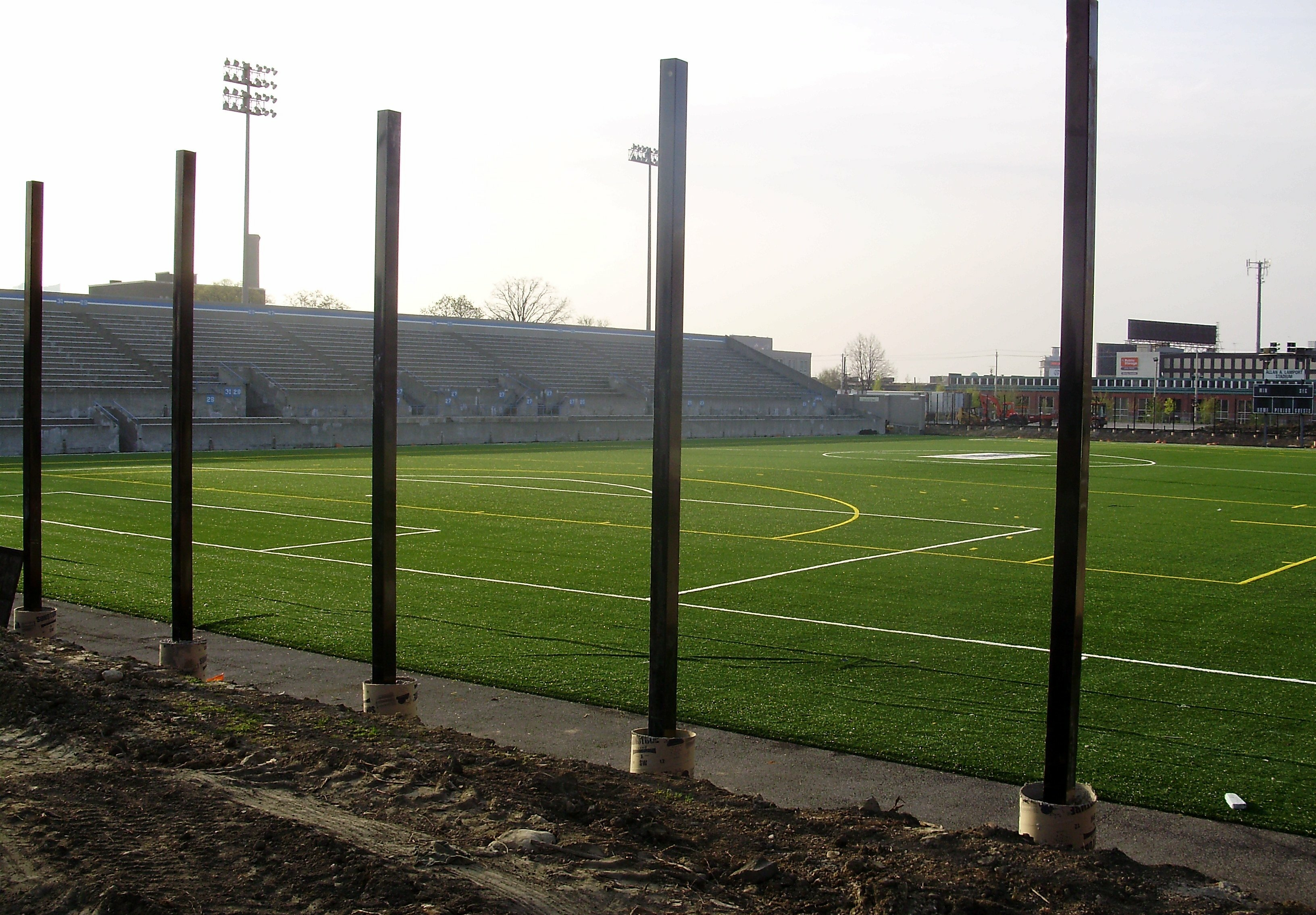
Foto van het veld van het stadion. Foto is gemaakt in april 2008.